# The Dig (hudební skupina)
The Dig je čtyřčlenná americká psychedelicko-popová skupina pocházející z New Yorku, jejímiž členy jsou Emile Mosseri (basová kytara/zpěv), David Baldwin (kytara/zpěv), Erick Eiser (klávesy/kytara) a Mark Demiglio (bicí).
V roce 2010 skupina vydala své debutové album nazvané Electric Toys, v roce 2012 následovalo druhé album s názvem Midnight Flowers a v roce 2013 vyšlo skupině EP Tired Hearts EP.

## Historie
Emile Mosseri a David Baldwin spolu začali hrát když jim bylo teprve 10 let. Dříve skupina zkoušela hned vedle zkušebny kapely The Strokes, z čehož vyústily četné spolupráce mezi oběma kapelami.
The Dig předskakovali mnoha kapelám, jmenovitě kapelám The Antlers, The Walkmen, Portugal. The Man a Editors.

### Electric Toys(2010)
V roce 2010 vyšlo kapele debutové album, Electric Toys, které produkoval Bryce Goggin známý spoluprací s kapelami Pavement, Ramones a Swans. V interview s hudebním webem There Goes the Fear vysvětlil Mosseri, že název alba je referencí na text skladby „She's Going to Kill That Boy“ a dodal, že je album kolekcí elektrických hraček. Stránky rockandrollreport.com zveřejnily pozitivní review alba, „Debutové album, které vůbec nezní jako debutové, což je podle mě pouze ochutnávkou toho, co je tato skvělá kapela schopná nahrát.“

### Midnight Flowers(2012)
V roce 2012 vydala kapela své druhé studiové album Midnight Flowers. Albu byly uděleny pozitivní recenze, například Consequence of Sound udělil albu 3,5 hvězd z 5 možných. Webové stránky bangsytle.com si album také pochvalovaly a napsaly: „Midnight Folwers, to je 10-skladbový drahokam naplněný ušpiněnými kytrovými riffy a ohrumujícími melodiemi, které připomínají ozvěny New Yorku. Album je prostě bomba, která kapelu posouvá plnou parou vpřed na hlavní koncertní pódia, hned vedle kapel, kterým léta předskakovali.“

### Tired Hearts(2013)
V červnu roku 2013 vydala skupina své debutové EP nazvané „Tired Hearts.“ Podle kritiků serveru Consequence of Sound  „Zní to jako když The Cure-potká-T. Rexe. Zvuk nahrávky využívá temné klávesy dost na to, aby utopili ozvěnu Roberta Smithe...Skladba “Without Your Love“ zní jako surf rock napsaný Joy Division, potažený tlustou ozvěnou a echem fotbalových hřišť."

## Diskografie
- 2010: Electric Toys
- 2012: Midnight Flowers
- 2013: Tired Hearts - EP